# 青原村
青原村（あおはらむら）は、島根県鹿足郡にあった村。現在の津和野町の一部にあたる。

## 地理
高津川の上流、添谷川の上流左岸に位置していた。

## 歴史
- 1889年（明治22年）4月1日 - 町村制の施行により、鹿足郡青原村、添谷村、渓村、富田村、柳村の区域をもって成立[2]。
- 1954年（昭和29年）4月1日 - 鹿足郡日原町と新設合併し、改めて日原町が発足。同日青原村廃止[1][2]。

### 地名の由来
大穴持命が真国著玉之色日女命の元に通い青葉日女を産んだ故事による。